# Verona (canção)
Verona é uma canção dos cantores Koit Toome & Laura. Eles irão representar a Estónia no Festival Eurovisão da Canção 2017.